# 绿花山芹
绿花山芹（学名：Angelica viridiflorum）为伞形科当归属的植物。分布于俄罗斯以及中国大陆的东北地区和内蒙古等地，一般生于林缘、路旁和草地，目前尚未由人工引种栽培。

## 别名
绿花独活、二角芹（东北植物检索表）